# Chickenlover
Chickenlover is de zestiende aflevering van animatieserie South Park van Comedy Central. Ze was voor het eerst te zien op 20 mei 1998.

## Verhaal
In deze aflevering wordt South Park geteisterd door een kippenverkrachter. Officer Barbrady die met het onderzoek start, wordt geconfronteerd met zijn analfabetisme als de dader een schriftelijke aanwijzing achterlaat. Hij onderkent dit en wil er meteen iets aan gaan doen, zodat hij in de schoolklas van de jongens (Cartman, Kyle, Stan en Kenny) terecht komt. Ondertussen slaat de "Chickenlover"  ("kippenliefhebber") – de mensen noemen hem zo omdat "Chickenfucker" ("kippenneuker") te grof zou zijn – weer toe.
Officer Barbrady's boekenbeurt over Go, Dog. Go! krijgt een A (vergelijkbaar met cijfer 10, een perfecte score) en hij begint – een beetje te veel – te genieten van het schoolleven. Burgemeester McDaniels dwingt hem om sneller te leren lezen zodat hij de zaak op kan lossen. Barbrady benoemt de jongens dan tot deputies ('hulpsherriffs') om hem te helpen en reikt hen gummiknuppels uit. Deze benoeming stijgt de op macht beluste Cartman direct naar het hoofd, en vanaf dat moment werkt hij als motoragent op zijn driewieler. Hij houdt iedereen aan die zijn "authoritah" niet respecteert, waaronder Randy Marsh en een hoerenloper. Cartman houdt veel mensen staande aan de kant van de weg en vraagt altijd "Sir, could you step out of the car?" en waarschuwt "You will respect my Authoritah!" Hij eindigt zijn routine door de personen met zijn gummiknuppel tegen de benen te slaan en weg te rijden. Ondertussen heeft Barbrady een paar aanwijzingen gevonden door een paar kinderboeken te lezen. Wanneer hij bijna wil opgeven, proberen de jongens de moed erin te houden.
Uiteindelijk wordt de crimineel gepakt op de kinderboerderij en blijkt de chauffeur van de plaatselijke bibliotheekbus te zijn. Hij verklaart dat hij dit alles heeft gedaan om Barbrady te leren lezen en overhandigt Barbrady daarna een exemplaar van Atlas Shrugged van Ayn Rand. Cartman slaat de chauffeur tegen de benen met zijn gummiknuppel, maar Barbrady zegt dat hij het verkeerd doet en slaat de chauffeur op zijn hoofd. Barbrady trekt de hulpsheriffbenoemingen in nu hij zelf kan lezen, en verklaart dat hij met het boek wat te lezen heeft in bed en steekt zijn duimen op naar de jongens terwijl het introlied van Barnaby Jones speelt. 
Door het boek Atlas Shrugged raakt Barbrady ervan overtuigd dat lezen stom is, waarna hij zweert nooit meer te zullen lezen.
Aan het einde van de aflevering is wederom de intro van Barnaby Jones te horen en wordt in South Park een parade ter ere van Barbrady gehouden. Tijdens deze parade sterft Kenny McCormick.

## Kenny's dood
Tijdens deze aflevering komt Kenny in vele situaties die hem mogelijk zouden kunnen doden, maar steeds overleeft hij het. Bijvoorbeeld, tijdens de rellen, wordt hij verpletterd door een auto. Stan en Kyle zeggen dan de bekende zinnen maar blijkt dat Kenny nog leeft. De laatste keer wanneer dit gebeurt zegt Stan "Goddamnit", maar wanneer Kenny definitief sterft, zegt niemand iets. Dit gebeurt tijdens de parade, wanneer er een boom op Kenny valt.

## Trivia
- Deze aflevering staat ook bekend als "Chickenfucker". Comedy Central vond die titel echter te grof, dus werd hij veranderd in "Chickenlover".
- In de klas, boven het bord, staat op de alfabetlijn "DiOsMiOhAnMaTaDoHaKeNnYbAsTaRdOs", met de correcte interpunctie krijg je "Dios Mio, han matado Ha Kenny, Bastardos", dit is Spaans voor "Oh My God, They killed Kenny, you Bastards". Er staat wel een spelfout want "Ha" zou "A" moeten zijn.
- Aan het eind staat Officer Barbrady op een truck bestuurd door Jezus.

## Foutjes
- De bibliotheekbuschauffeur zegt dat hij de kippen misbruikte toen hij hoorde dat Barbrady niet kon lezen, maar de eerste mishandeling vond plaats voordat Barbrady bekende dat hij niet kon lezen.
- De bibliotheekbuschauffeur is één seconde voordat de kippen zijn mishandeld te zien, dus kan hij dit nooit gedaan hebben.